# Syllimnophora inconspicua
Syllimnophora inconspicua är en tvåvingeart som beskrevs av Malloch 1934. Syllimnophora inconspicua ingår i släktet Syllimnophora och familjen husflugor. Inga underarter finns listade i Catalogue of Life.